# Anastasija Grisjina
Anastasija Nikolajevna Grisjina (ryska: Анастасия Николаевна Гришина), född 16 januari 1996 i Moskva i Ryssland, är en rysk gymnast.
Grisjina tog OS-silver i damernas lagmångkamp vid de olympiska gymnastiktävlingarna 2012 i London.